# NHK第一套广播
NHK第一套广播（日语：ラジオ第1），簡稱第一套广播（ラジオ第1）、R1，為日本放送協會（NHK）的調幅廣播電台之一，實行全國同步播出。開播於1925年，是日本第一家廣播電台。現行主要播出內容為新聞及脫口秀。

## 节目构成
大部分节目由NHK广播电视中心制作播出，直播节目比例为96%。主要以逢整点播出的5分钟新闻，和整点前5分钟（每小时55分）播出的天气预报，以及综合类节目为主，有鉴于此，很多日本的商店和工厂都用NHK第一套广播的节目来代替时钟进行计时。
而在日本关东、关西部分地区会在每小时的58分和28分左右播出实时路况信息，而各地方广播电视台转播的版本也会播出不同的节目，若直播大相扑和高中棒球比赛（地方预赛和全国决赛）等体育比赛，整点新闻、天气预报会取消播出。

## 播出
NHK广播电视中心（東京總台）播出的NHK第一套广播之識別信號為（女性播音員）及（男性播音員）。
日本国际广播电台对外日语广播频率大部分时间与NHK第一套广播同步播出，部分时段会播出面向海外日本人的新闻，各地方台插播新闻的时段则改为海外安全提示（但有時會出現關東地區的交通情報或天氣報告），一些无日本以外版权的节目（如奥运会相关音频）会以音乐临时替代。在奧運期間，一部分時段會以NHK-FM的節目取代。

## 外部鏈結
- NHK電台服務入口網站（页面存档备份，存于）